# Csatazaj
A Csatazaj a Kárpátia zenekar 2021. május 14-én megjelent új albuma.

## Dallista
1. Harcoljatok!
2. Hópehely
3. Páncélos menetinduló
4. A köddel jövök
5. Barát vagy ellenség
6. Vadvirágok
7. Csillagbökös ég tetején
8. Tüzér
9. Ihaj-csuhaj
10. Vasakarat